# Madonna della Candeletta
La Madonna della Candeletta è un dipinto a tempera e oro su tavola (218x75 cm) di Carlo Crivelli, databile a dopo il 1490 circa e conservato nella Pinacoteca di Brera di Milano. È lo scomparto centrale del Polittico del Duomo di Camerino ed è firmato KAROLUS CHRIVELLUS VENETUS EQUES [L]AUREATUS PINXIT.

## Storia
Il contratto di allogazione a Carlo Crivelli di un polittico per l'altare centrale della cattedrale di Camerino è datato 10 maggio 1488; in esso sono riportate le misure di 10 piedi (3,4 metri) di larghezza per 13 o 14 piedi (4,7 metri) di altezza. La firma sulla pala centrale mostra come l'artista appose con orgoglio il titolo di "eques laureatus", ovvero "cavaliere", ottenuto nel 1490 da Ferdinando d'Aragona, quindi il completamento dell'opera è sicuramente successivo. 
Sulle vicende storiche attraversate da tale complessa macchina d'altare poco si conosce. Tuttavia, una lettera indirizzata al Capitolo della cattedrale dal vescovo Berardo Bongiovanni in data 16 maggio 1548 - oggi conservata nell'Archivio diocesano di Camerino - porterebbe a concludere che la rimozione del polittico dall'altare maggiore avvenisse già in quell'anno, nell'ambito del riarrangiamento funzionale e decorativo del presbiterio auspicato dal prelato. Altri documenti conservati nell'archivio della Curia confermano che, nel XVIII secolo, l'opera non si trovava sull'altare maggiore; attestano, inoltre, che parti di essa erano verosimilmente state sistemate sulla controfacciata della chiesa. Quando la chiesa fu distrutta da terremoto del 1799 il dipinto fu danneggiato e, con molti altri della zona, venne ricoverato nella chiesa di San Domenico. 
Qui i commissari napoleonici prelevarono l'opera per portarla al nascente museo di Brera, a Milano. Si sa che pervenne nel museo la parte centrale, la cosiddetta Madonna della Candeletta, i Santi Ansovino e Girolamo (pannello poi finito alle Gallerie dell'Accademia di Venezia) e la Crocifissione, inventariati rispettivamente coi numeri 713, 714 e 712. L'ultimo pannello è oggi ritenuto estraneo al polittico.

## Descrizione e stile

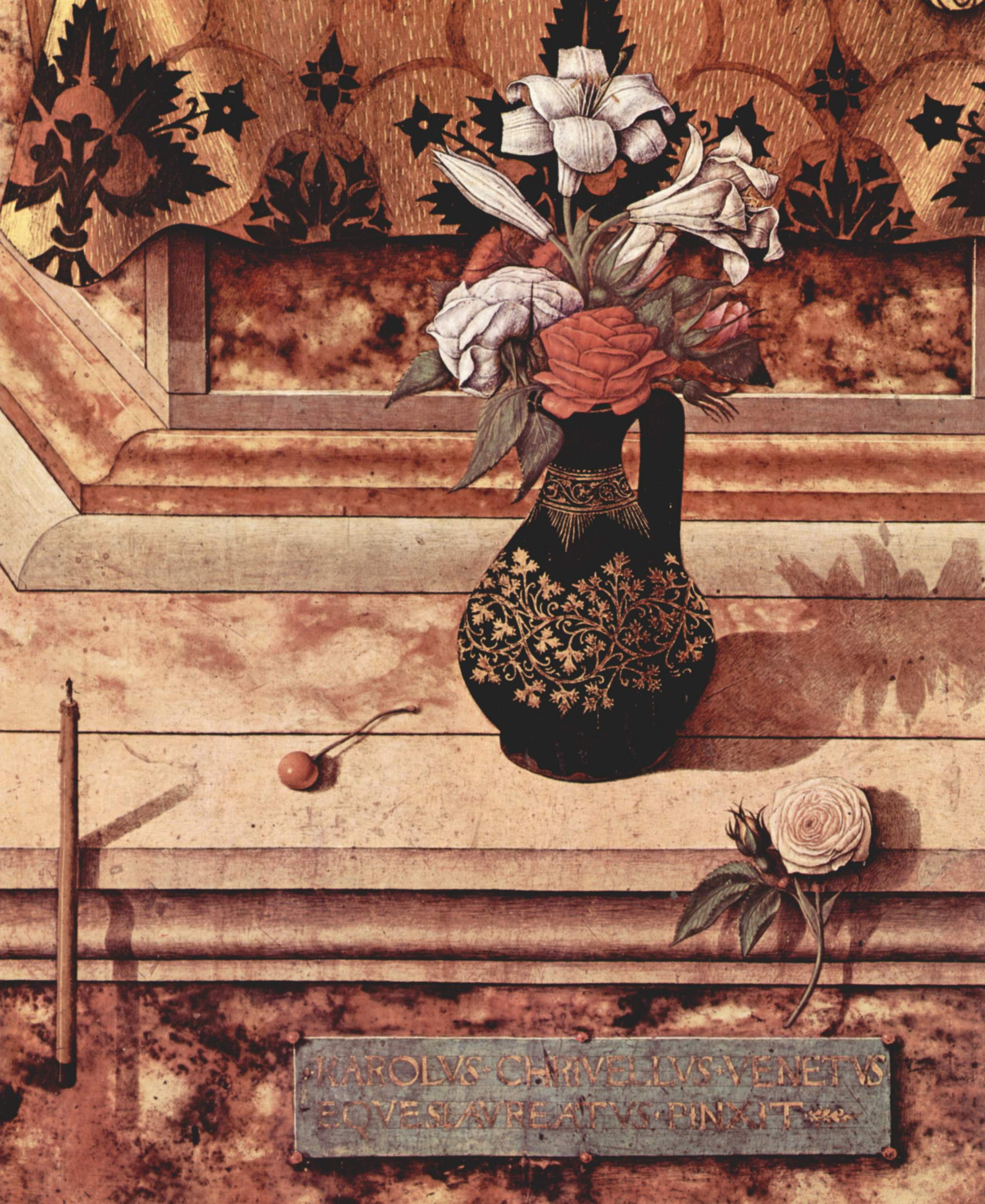
Dettaglio

Su uno sfarzoso trono marmoreo, con una nicchia vegetale di foglie e frutta e con uno schiena di stoffa, la Madonna sta seduta col Bambino in grembo, che regge una pera, allusione al frutto del peccato originale. L'occhio dello spettatore attraversa la tavola dall'alto in basso, senza mai trovare posa se non negli incarnati del delicato volto di Maria, delle sue mani, e della figura del Bambino. Essa appare elegantemente vestita e con in capo una corona, in forma statuaria, con il perfetto ovale del suo viso che non tradisce emozioni; ad essa si contrappone la figura sgambettante del Bambino dallo sguardo malinconico alle prese con una pera, strappata forse alla vicina ghirlanda. Altrove è tutto decorazione, dalle ghirlande ai tessuti riccamente damascati in vari colori, dai gioielli alle specchiature screziate dei marmi, scendendo sempre più giù fino al gradino, dove si trovano una pesca, una brocca colma di fiori simbolici (giglio della verginità di Maria, rose mariane rosse e bianche, simbolo della Passione e della purezza), alcune ciliegie, una rosa sciolta, l'iscrizione della firma e la sottile candela che dà il titolo all'opera. Si tratta di oggetti simbolici, ma anche di prove di bravura dell'artista, che sembra quasi invitare lo spettatore ad allungare la mano per raccogliere tali oggetti verso di lui protesi. 
Tutto mira a dare un senso di vertigine, dalla compiaciuta sovrabbondanza decorativa, con la profusione di ori e di rossi, ai frutti abnormi, fino alla prospettiva irrealisticamente ribaltata in avanti, alla fiamminga, che crea uno spazio illusionistico ma irreale, non misurabile. In quegli anni Crivelli si trovava all'apice della sua fortuna nelle Marche, avendo consolidato un linguaggio pittorico che, pur attingendo alle novità rinascimentali ed al virtuosismo coloristico che si erano dispiegati tra Venezia e Padova, indugiava nel compiacere i gusti tardo gotici dei committenti affezionati agli ori rutilanti dei dipinti, alla raffinatezza dei tessuti indossati dai personaggi e ai dettagli presi a prestito dalle diverse arti suntuarie.
(AA.VV., La storia dell'arte, Vol. 6, op., cit., p. 640)